# Osminy
Osminy este o arie protejată (arie specială de conservare — SAC, sit de importanță comunitară — SCI) din Slovacia întinsă pe o suprafață de 98,84 ha, integral pe uscat.

## Localizare
Centrul sitului Osminy este situat la coordonatele 48°05′39″N 18°21′29″E / 48.094167°N 18.358056°E.

## Înființare
Situl Osminy a fost declarat sit de importanță comunitară în aprilie 2004 pentru a proteja 1 specie de animale. Situl a fost protejat și ca arie specială de conservare în martie 2004.

## Biodiversitate
Situată în ecoregiunea panonică, aria protejată conține 4 habitate naturale: Păduri panonice-balcanice de stejar turcesc - stejar sesil, Păduri stepice euro-siberiene cu Quercus spp., Păduri panonice cu Quercus petraea și Carpinus betulus, Tufărișuri subcontinentale peripanonice.
La baza desemnării sitului se află o specie protejată de  nevertebrate: rădașcă (Lucanus cervus).
Pe lângă speciile protejate, pe teritoriul sitului au mai fost identificate 1 specie de plante, 2 specii de amfibieni, 3 specii de mamifere, 1 specie de reptile.